# Џон Лиланд
Џон Лиланд (енгл. John Leland; Лондон, 13. септембар 1506 — , 18. април 1552) је био енглески археолог.
Школовао се у Лондону, Кембриџу, Оксфорду и Паризу и био је надзорник Краљевских библиотека под Хенријем VIII. Много је путовао обилазећи библиотеке по манастирима и колеџима.
За разлику од Кирјака није се бавио поновним археолошким истраживањима добро познатих локалитета који су припадали познатим и добро документованим културама већ лоше протумаченим остацима из неког неутврђеног доба или узгредно обрађеним споменицима какви су Хадријанов зид или Офин насип.
Његова интересовања била су окренута углавном историјским документима и генеологији. Сврха бележака о објектима који су му привукли пажњу у пределима кроз које је путовао можда је била то да се допуни нека мапа или речник топонима.
Лилендов значај везан је за његову општу идеју о значају и потреби бележења нелитерарне грађе у склопу ширег истраживања. Мада никада није објављен његов рад наговештава интересовање за предео која је била одлика ширих видика ренесансне учености.